# Henry Lefroy
Henry Lefroy KCMG (Perth, 24 maart 1854 – Walebing, 19 maart 1930) was de elfde premier van West-Australië.

## Vroege jaren
Lefroy werd in 1853 geboren te Perth. Hij was de oudste zoon van Anthony O'Grady Lefroy en Mary Bruce. Zijn vader was koloniaal schatbewaarder en secretaris van gouverneur Charles Fitzgerald. Lefroy volgde les aan de 'Mrs McKnight's School' in Perth en werd later in Elstree en Rugby in Engeland opgeleid. Hij bleek een uitstekend sporter, vooral in cricket was hij sterk. In 1873 keerde Lefroy terug naar West-Australië. Hij bestuurde er zijn vaders pastorale station, genaamd 'Walebing', op de 'Victoria Plains'.
Op zijn eenentwintigste werd Lefroy vrederechter. Op 15 april 1880 huwde hij Rose Agnes Wittenoom in de St Georges kathedraal van Perth. Wittenoom was de kleindochter van West-Australiës eerste anglicaanse koloniale kapelaan ('Colonial Chaplain'), John Burdett Wittenoom. Het huwelijk bracht drie zonen en een dochter voort.

## Politieke carrière
Lefroy maakte bijna 30 jaar lang deel uit van de 'Victoria Plains Road Board', waarvan 21 jaar als voorzitter. In 1892 werd hij voor het kiesdistrict Moora in het West-Australische lagerhuis ('Legislative Assembly') verkozen. Hij schaarde zich achter John Forrests ontwikkelingsbeleid. Lefroy werd in 1895 en 1897 naar de 'Federal Council of Australasia' in Hobart afgevaardigd. Hij was minister van onderwijs in 1897-98 en minister van mijnen van 1898 tot 1901.
In 1901 werd Lefroy als diplomaat ('agent-general') naar Londen gezonden. Hij koos er daarom voor niet meer aan de verkiezingen voor het lagerhuis deel te nemen. Zijn echtgenote stierf in 1902. Lefroy werd in 1903 tot lid in de Orde van Sint-Michaël en Sint-George benoemd. Op 23 november 1904 huwde hij Madeline Emily Stewart Walford. Hij keerde terug naar Walebing en kreeg er een dochter en twee zoons. Lefroy richtte er een cricketteam op, bestaande uit Aborigines van de missie in New Norcia. Van 1909 tot 1917 zat Lefroy de 'Moora Road Board' voor.
Lefroy werd in 1911 voor het kiesdistrict Moora terug in het lagerhuis verkozen. Hij was toen liberaal en plaatsvervangend oppositieleider. Op 27 juli 1916 werd hij in Frank Wilsons regering minister van ruimtelijke ordening en landbouw. Door onenigheid over de dienstplicht tijdens de Eerste Wereldoorlog vond er een scheuring in de laborpartij plaats. Laborpolitici waaronder John Scaddan gingen de regering steunen die voor de dienstplicht was maar konden zich niet vinden in Wilson als premier. Lefroy werd, als oudgediende van John Forrest, meer vertrouwd. Op 28 juni 1917 werd Lefroy premier van West-Australië. Hij leidde de 'National Party' en regering bestaande uit de 'Liberal Party', de 'Country Party' en de 'National Labor Party'. De regering vertoonde ondanks Lefroys sterke persoonlijkheid nooit veel eenheid.
In augustus 1918 zette James Mitchell, toen een backbencher, druk achter de Soldier Settlement Schemes. Een maand later duwde Lefroy de 'Discharged Soldiers' Settlement Act' door het parlement. Begin april 1919 werd Lefroy bovenop premier ook minister van financiën. Doch hij diende zijn ontslag in op 17 april nadat bleek dat hij tijdens een vertrouwensstemming zelf de beslissende stem had uitgebracht. Lefroy werd als premier door de door Mitchell gesteunde Hal Colebatch vervangen. Lefroy was eerder dat jaar tot ridder-commandeur in de Orde van Sint-Michaël en Sint-George benoemd. Tijdens de verkiezingen van 1921 werd Lefroy verslagen. Hij trok zich met zijn twee jongste zonen terug in Walebing.

## Nalatenschap
Lefroy stierf op 19 maart 1930 in Walebing. Hij werd op het anglicaanse deel van het kerkhof van Karrakatta begraven. Lefroy liet zijn tweede echtgenote, hun kinderen en drie zonen uit zijn eerste huwelijk achter.
- Australian Dictionary of Biography: lefroy-sir-henry-bruce-7159
- Trove: 1479123